# LP 890-9 c
LP 890-9 c とは、地球からエリダヌス座の方向に約105光年離れた位置に存在する赤色矮星LP 890-9の周囲を公転している太陽系外惑星である。
2022年にトランジット法を用いたTESSやSPECULOOSによって発見されたことが公表され、ハビタブルゾーン内を公転するスーパーアースであることが判明している。

## 発見
内側を公転するLP 890-9 b（TOI-4306 b、SPECULOOS-2b）はトランジット系外惑星探索衛星（TESS）によって惑星候補TOI-4306.01として観測されていたが、最初にTESSが観測したときにはこの惑星は検出されていなかった。
その後、SPECULOOSによる観測で外側を公転する2番目の惑星LP 890-9 c（TOI-4306 c、SPECULOOS-2c）を検出した。
これらの2つの惑星はどちらもトランジット法で発見された、トランジットを起こす惑星である。LP 890-9 cの公転周期はMuSCAT3によるフォローアップ観測で約8.457日であることが確認された。
LP 890-9 bとLP 890-9 cは2022年9月6日にその発見・確認を公表する論文がarXivに投稿された。

## 特徴
| 地球 | LP 890-9 c |
| ---- | ---------- |
| 地球 | Exoplanet  |

LP 890-9 cは約1.367地球半径を持つ地球型惑星（スーパーアース）であると考えられている。正確な質量は判明しておらず、25.3地球質量以下ということしかわかっていない。
LP 890-9 cの軌道は表面に液体の水が存在できる範囲とされるハビタブルゾーン内に位置している。LP 890-9 cの公転周期は10日よりも短いが、これは主星であるLP 890-9が表面温度約2600℃の小さな恒星で、その分ハビタブルゾーンも近い範囲に存在するためである。平衡温度は約272ケルビンであるため、表面に存在する二酸化炭素の量によっては生命の存在に適した温度となっている可能性があるとされている。
LP 890-9 cは、TRAPPIST-1eに次いで居住可能性のある惑星としては2番目に有望な候補であるとされる。
なお、LP 890-9 cが受ける恒星フラックスは地球の約91%であるため、理論的には地球よりも温度が低い惑星になる可能性が指摘されているが、大気の組成によっては温度が高くなる暴走温室効果が発生している可能性もあることが言及されている。
LP 890-9 cはジェイムズ・ウェッブ宇宙望遠鏡（JWST）による観測に最適な惑星であり、観測されれば大気の有無や組成を調査することが可能であるとされる。